# Syzygium virotii
Syzygium virotii är en myrtenväxtart som beskrevs av J.W.Dawson. Syzygium virotii ingår i släktet Syzygium och familjen myrtenväxter. IUCN kategoriserar arten globalt som sårbar. Inga underarter finns listade i Catalogue of Life.